# ليندا وولف
ليندا وولف (بالإنجليزية: Linda Wolf)‏ هي كاتِبة ومصورة أمريكية، ولدت في 17 مارس 1950.